# Crisip
|  | Per a altres significats, vegeu «Crisip (desambiguació)». |

Crisip (grec antic: Χρύσιππος, llatí: Chrysippus) fou un filòsof estoic de l'antiga Grècia nascut vers el 280 aC. Fou deixeble de Cleantes, cap de l'escola estoica d'Atenes, i seguidor de les doctrines de Zenó, mestre de Cleantes i fundador de l'estoicisme. Segons la tradició, morir de riure després de donar a beure vi al seu ase i veure com l'animal intentava alimentar-se d'unes figues, cap a l'any 208 aC.

## Biografia i mort
Crisip, fill del famós metge Apol·loni de Tars esmentat per Galè en els seus llibres, va néixer a la ciutat de Solos, a Cilícia. De ben petit va ser un home d'una estatura més aviat minsa. També va destacar per un gran interès per l'esport; va ser un gran atleta reconegut per recórrer distàncies extremament llargues.
Per uns problemes administratius, Crisip va quedar sense l'herència del seu pare. Els béns van anar a parar a mans de la monarquia que governava aquesta ciutat estat sense possibilitat a rebatre tal acció jurídicament. D'aquesta forma es veié forçat a marxar de la seva ciutat de naixença i anar cap a Atenes; la ciutat intel·lectual per antonomàsia d'aquells temps, gràcies a la contribució d'altres filòsofs del període hel·lenístic com Pirró d'Elis, fundador de l'escepticisme, o Zenó de Cítion, fundador de la mateixa filosofia estoica.
Un cop arriba a Atenes, comença a entrenar-se en el domini de la llança, fins que sent parlar Zenó (o Cleantes, segons Díocles) i s'interessa per la filosofia estoica. Crisip es mostra com un dels més aplicats seguidors de Cleantes, el líder de l'escola estoica en aquell moment. Tot i que n'aprengué molt, se sol dir que ell mateix havia pronunciat les següents paraules: «De Cleantes, n'abstrec les teories, que ja demostraré per mi mateix». A banda d'aquest comentari que popularment hom li atribueix, el que sí que és segur (ja que ell mateix ho va escriure) són els següents dos versos en què es penedeix de contradir el seu propi mestre:
Vaig néixer feliç sinó en Cleantes:

segurament en ell no sóc joiós.
Es diu que era un home molt donat a la beguda alcohòlica i sobretot al vi (cosa que acabaria influint en el famós episodi de la seva pròpia mort). A més se li atribueix una dialèctica impressionant, digna dels déus mateixos: «Si els déus es dediquessin a la dialèctica, ben segur que utilitzarien la de Crisip». Tots aquests aspectes de la seva personalitat el van portar a gaudir d'un gran reconeixement entre els mateixos estudiants de la filosofia estoica. Això va comportar que aproximadament l'any 230 aC, quan morí Cleantes, Crisip es convertís en el líder indiscutible de la filosofia estoica a Atenes.

### Mort
La seva mort és un tema del qual molt s'ha parlat, per l'estranyesa de la situació. Es diu que estant a la ciutat d'Atenes, i en una de les seves constants borratxeres produïdes pel consum de vi sense diluir, en què es convertia en un home especialment rialler i feliç i amic dels animals, va decidir de donar vi a un ase de la seva pròpia pertinença. D'aquesta forma, l'animal va començar a tenir un comportament força estrany. En aquest estat, l'ase va posar-se a menjar unes figues d'un arbre proper, fet que al filòsof li va fer molta gràcia. I tant va ser el seu riure, que va morir en aquell mateix moment. A partir d'aquest moment, va ser substituït en la direcció de l'escola estoica pel seu deixeble Zenó de Tars, mentre que el seu nebot Aristocreont va erigir una estàtua en el seu honor al barri Ceràmic.
Durant molts anys no es va donar crèdit a aquesta història per la singularitat dels fets, i també perquè, en una biografia paral·lela, no s'anomena tal episodi de l'ase.

## Filosofia i pensament
Crisip va tenir una llarga i reeixida carrera en què va haver de resistir i rebatre constantment els atacs de l'Acadèmia platònica i no sols es va dedicar a defensar l'estoïcisme dels atacs que havia rebut en un passat, sinó que es va dedicar a preveure i a rebatre els arguments que se li podrien presentar en un futur. La seva feina va ser principalment organitzar i resumir el llegat filosòfic de Zenó i Cleantes, sintetitzant les doctrines del que avui coneixem com a estoïcisme. Va elaborar les lleis físiques estoiques, la teoria del coneixement d'aquesta pròpia escola i molta part del seu sistema lògic. De fet, se solia dir que «sense Crisip de Solos, no hi hauria hagut Stoa».
Va deixar escrites diverses obres, però no se n'ha conservat cap. A més dels diversos fragments citats per altres autors, el corpus de Crisip el complementen tres troballes papiràcies a Herculà.

### Sobre l'endevinació
Crisip va referir-se a l'art de l'endevinació, que en aquells moments, per la crisi que suposava el període hel·lenístic, estava en ple auge, com una pràctica enganyosa i gens fiable. De fet, per a Crisip el futur era accidental i, per tant, no tenia sentit provar d'endevinar-lo i els auguris i presagis no eren més que ocurrències.